# جو كاردونا
جو كاردونا (بالإنجليزية: Joe Cardona)‏ هو لاعب كرة قدم أمريكية أمريكي، ولد في 16 أبريل 1992 في إل كاجون في الولايات المتحدة.

## وصلات خارجية
- جو كاردونا على موقع مرجع كرة القدم المحترفة.كوم (الإنجليزية)